# Jaminton Campaz
Jaminton Leandro Campaz (* 24. května 2000 Tumaco) je kolumbijský profesionální fotbalista, který hraje na pozici ofenzivního záložníka za argentinský klub Rosario Central a kolumbijský národní tým.

## Klubová kariéra
Campaz přestoupil do klubu Grêmio v srpnu 2021 z Deportes Tolima a dohodl se zde na smlouvě do prosince 2025.

## Reprezentační kariéra
Campaz byl vybrán do kolumbijského národního týmu pro Copa América 2021 a debutoval 17. června 2021 v zápase proti Venezuele.

## Statistiky

### Klubové
Platí k zápasu hranému 20. dubna 2025.
| Klub                        | Sezóna            | Liga                         | Liga   | Liga | Státní liga | Státní liga | Národní pohár | Národní pohár | Kontinentální | Kontinentální | Ostatní | Ostatní | Celkově | Celkově |
| Klub                        | Sezóna            | Soutěž                       | Zápasy | Góly | Zápasy      | Góly        | Zápasy        | Góly          | Zápasy        | Góly          | Zápasy  | Góly    | Zápasy  | Góly    |
| --------------------------- | ----------------- | ---------------------------- | ------ | ---- | ----------- | ----------- | ------------- | ------------- | ------------- | ------------- | ------- | ------- | ------- | ------- |
| Deportes Tolima             | 2017              | Categoría Primera A          | 5      | 1    | —           | —           | 1             | 0             | —             | —             | —       | —       | 6       | 1       |
| Deportes Tolima             | 2018              | Categoría Primera A          | 0      | 0    | —           | —           | —             | —             | —             | —             | —       | —       | 0       | 0       |
| Deportes Tolima             | 2019              | Categoría Primera A          | 30     | 5    | —           | —           | 3             | 0             | 2             | 0             | 1       | 0       | 36      | 5       |
| Deportes Tolima             | 2020              | Categoría Primera A          | 18     | 5    | —           | —           | 3             | 1             | 5             | 3             | —       | —       | 26      | 9       |
| Deportes Tolima             | 2021              | Categoría Primera A          | 17     | 4    | —           | —           | —             | —             | 8             | 2             | —       | —       | 24      | 6       |
| Deportes Tolima             | Celkově           | Celkově                      | 70     | 15   | 0           | 0           | 7             | 1             | 15            | 5             | 1       | 0       | 93      | 21      |
| Grêmio                      | 2021              | Série A                      | 13     | 1    | —           | —           | 1             | 0             | —             | —             | —       | —       | 14      | 1       |
| Grêmio                      | 2022              | Série B                      | 29     | 2    | 9           | 2           | 1             | 0             | —             | —             | —       | —       | 39      | 4       |
| Grêmio                      | 2023              | Série A                      | —      | —    | 1           | 0           | —             | —             | —             | —             | —       | —       | 1       | 0       |
| Grêmio                      | Celkově           | Celkově                      | 42     | 3    | 10          | 2           | 2             | 0             | 0             | 0             | 0       | 0       | 54      | 5       |
| Rosario Central (hostování) | 2023              | Argentinská Primera División | 40     | 9    | —           | —           | 2             | 1             | —             | —             | 9       | 3       | 51      | 13      |
| Rosario Central             | 2024              | Argentinská Primera División | 31     | 4    | —           | —           | 2             | 0             | 9             | 1             | —       | —       | 42      | 5       |
| Rosario Central             | 2025              | Argentinská Primera División | 11     | 4    | —           | —           | 1             | 0             | —             | —             | —       | —       | 12      | 4       |
| Rosario Central             | Celkově           | Celkově                      | 82     | 17   | —           | —           | 5             | 0             | 9             | 1             | 9       | 3       | 105     | 22      |
| Celkově v kariéře           | Celkově v kariéře | Celkově v kariéře            | 194    | 35   | 10          | 2           | 14            | 2             | 24            | 6             | 10      | 3       | 252     | 48      |

### Reprezentační
Platí k zápasu hranému 25. března 2025.
| Národní tým | Rok     | Zápasy | Góly |
| ----------- | ------- | ------ | ---- |
| Kolumbie    | 2021    | 1      | 0    |
| Kolumbie    | 2023    | 1      | 0    |
| Kolumbie    | 2025    | 1      | 0    |
| Celkově     | Celkově | 3      | 0    |

## Úspěchy
Grêmio
- Campeonato Gaúcho: 2022
- Recopa Gaúcha: 2022

Rosario Central
- Copa de la Liga Profesional: 2023